# The Single Guy
The Single Guy é um série de TV dos Estados Unidos. 